# Guess (entreprise)
Pour les articles homonymes, voir Guess.
Guess est une entreprise spécialisée dans la mode, fondée en 1981 par Georges Marciano et ses frères,,.

## Historique de l'entreprise

### Débuts
Les frères Marciano sont nés au Maroc, et sont originaires du village de Debdou dans la région orientale du pays. Leur famille s'installe ensuite en France, sur la Côte d'Azur. Ils grandissent alors à Marseille où ils travaillent dans la mode. Après l'élection du socialiste François Mitterrand à la présidence de la République en 1981, ils décident de quitter la France et de partir à Los Angeles dans le but de fabriquer des jeans et de fonder la marque. À cette époque, le tissu denim américain est passé de mode. Pour lancer leur affaire, les frères Marciano entrevoient l'opportunité de l'associer au style européen.

### Origine du nom
Alors qu’il ne parlait pas un mot d’anglais, Georges Marciano observe un panneau publicitaire « Guess where’s the best Hamburger? Big Boy » et décide de renommer la compagnie « Guess? ».
« Guess, je ne savais même pas ce que ça voulait dire, mais je trouvais que ça se disait bien dans toutes les langues ».

### Premiers modèles

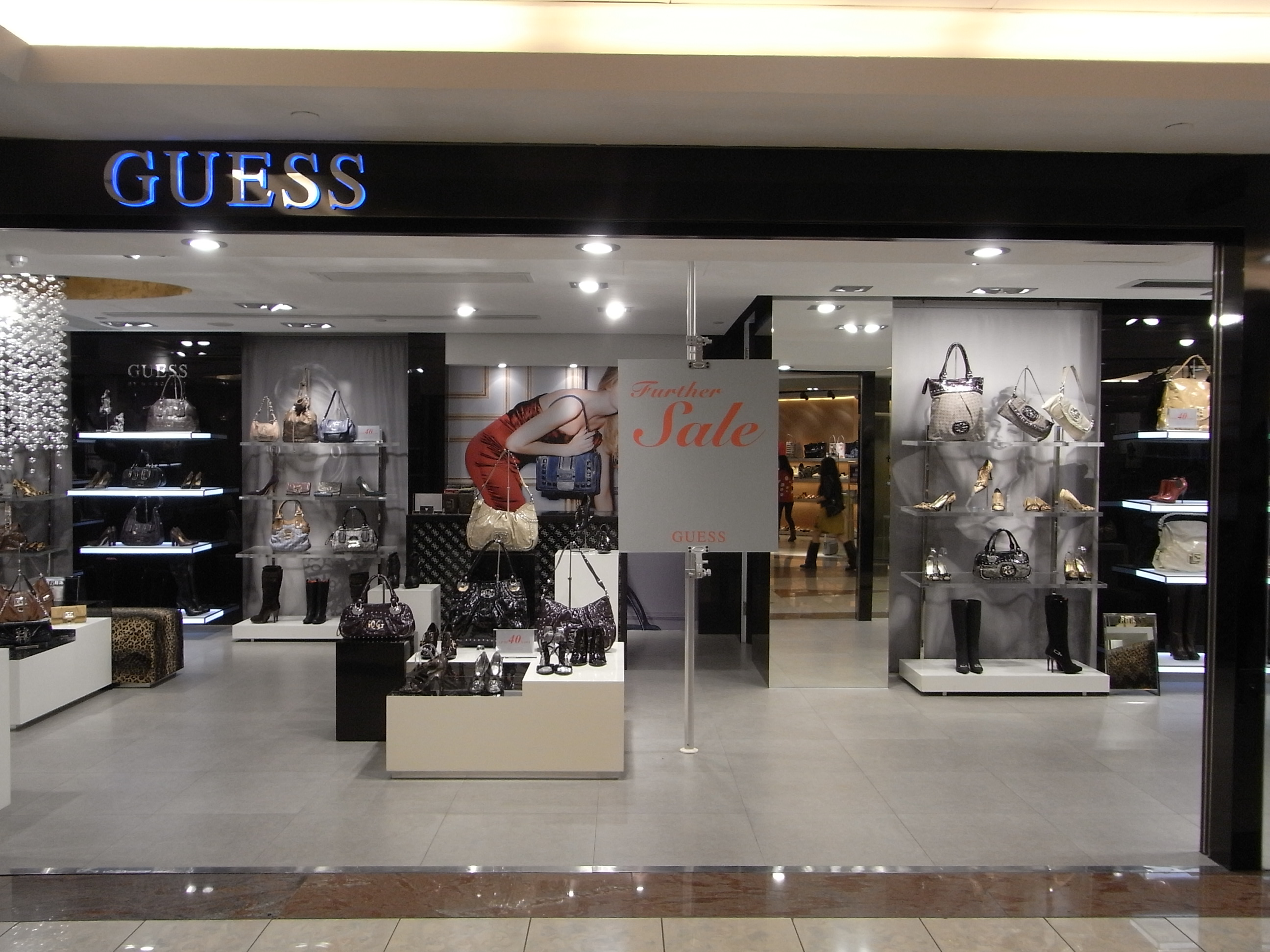
Magasin de vêtement de la marque Guess à Hong Kong

Les Marciano présentent dès lors des modèles moulants, délavés par le procédé du stoned-washed. L’un de leurs premiers modèles, le jean Marilyn, à trois fermetures glissières, est un succès. En outre, plusieurs modèles ont contribué à leur renommée : Estelle Lefébure, Claudia Schiffer, Naomi Campbell, Karen Mulder, Anna Nicole Smith, Amber Heard ou Laetitia Casta.
Guess se diversifie ensuite. Prêt-à-porter pour femme, puis pour homme, parfums et enfin accessoires, l'entreprise entre en concurrence avec Calvin Klein et Dolce & Gabbana.
En 1996, le Groupe Guess fait son entrée à la bourse de New-York,.
G by Guess a été fondée en avril 2007, c'est une marque de style de vie américain de milieu de gamme par Guess. La division a été initialement formée pour attirer un public plus jeune que sa société mère. Leurs produits sont disponibles en magasin et en ligne. G by Guess a ouvert son premier magasin à Escondido en Californie cette même année. En 2008, Guess ouvre 34 magasins. En 2010, Guess ajoute dix autres magasins et un an plus tard, il est devenu le sponsor officiel au « KIIS-FM Jingle Ball » à Los Angeles.
Aujourd'hui, Guess possède plus de 1 200 magasins Guess et Guess Accessoires, et ses produits sont distribués dans plus de 80 pays fin 2010. Elle est toujours dirigée par deux des frères Marciano, Maurice et Paul.
La marque propose également une collection premium (pantalons, jupes, manteaux...), G by Guess, des collections hommes, femmes, enfants mais aussi des accessoires, des chaussures, produits de beauté et montres.

## Principaux actionnaires

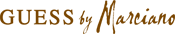
Extension de la marque Guess

Au 24 août 2021.
| Paul Marciano (en)             | 20,3 % |
| Maurice Marciano               | 17,6 % |
| Viking Global Investors (en)   | 9,04 % |
| Fidelity Management & Research | 7,93 % |
| Dimensional Fund Advisors      | 6,87 % |
| The Vanguard Group             | 6,27 % |
| Ceredex Value Advisors         | 4,29 % |
| ESL Investments (en)           | 3,18 % |
| Kern Capital Management        | 2,83 % |
| Cramer Rosenthal McGlynn       | 2,74 % |

## Fondation
En 1994, la Fondation Guess est créée pour récolter des fonds : recherche contre le cancer, récolte de jouets pour les enfants déshérités, aide aux réfugiés au Kosovo, sont quelques-unes des actions qu'elle finance.